# Capítulo 01 (La pecera de Eva)
Capítulo 01 es el primer capítulo de la serie de televisión La pecera de Eva, emitida en Telecinco. Fue estrenado el 10 de enero de 2010.

## Argumento
Eva Padrón es una psicóloga que comienza a trabajar de terapeuta en un instituto. Pero ella, en su primer día, llega tarde. Para intentar llegar cuanto antes, le pide el coche familiar a su hermana María, pero esta se niega a entregarle las llaves. Tras volvérselo a reclamar, María cede. Pero al salir de casa, ella lo estrella. Al llegar al instituto, unos alumnos, con un carácter un tanto chulesco, se ríen de su automóvil estrellado, y le comentan que posiblemente le rayen el coche. Pero ella, decide hacer el rayón antes de que nadie desconocido acceda a hacerlo.
Al entrar a su aula, comienza colocando sus objetos. Poco después comienzan las terapias.

### Terapias
- Leo (Nasser Saleh): Leo es un chico que se rebela contra la autoridad de los adultos que le rodean. Eva intenta descubrir cual es su problema, que lo encuentra rápidamente. Su carácter chulesco le da pistas a Eva. Además, descubre que este adora que hablen con él, aunque sea hablando de él pésimamente.

- Hugo (Javier Sesmillo): Hugo es un joven que tiene un grave problema: no puede evitar controlar su deseo sexual, haciéndose mastubaciones. Al comienzo parece un chico bastante inmaduro, pero rápidamente se descubre como un hábil vendedor, intentado vender un calendario del mismo jugando al tenis a Eva. Cuando descubre el problema del joven no puede evitar reírse. Cuando intenta conocer el número de masturbaciones diarias que el joven se hace, Eva, al ver que Hugo no paraba de contar con los dedos, Eva opta por decirle que disminuya el número de masturbaciones diarias.

- Olivia (Ana del Rey): Olivia es una joven promiscua a la cual, han encontrado haciendo una felación a su pareja, al que llaman "El Gorras". Eva descubre que ella intenta ser una joven moderna, pero la terapeuta sabe que ella no disfruta cuando comete muchos de los deseos de su novio.